# Perehrestove, Rozdilna
Perehrestove (în ucraineană Перехрестове) este un sat în comuna Zatîșșea din raionul Rozdilna, regiunea Odesa, Ucraina.

## Demografie
Componența lingvistică a localității Perehrestove
     Ucraineană (87,76%)
     Română (5,92%)
     Rusă (4,49%)
     Germană (1,22%)
     Alte limbi (0,61%)
Conform recensământului din 2001, majoritatea populației localității Perehrestove era vorbitoare de ucraineană (87,76%), existând în minoritate și vorbitori de română (5,92%), rusă (4,49%) și germană (1,22%).